# Radio City
Radio City (auch Radio City 299 genannt) war ein von Reg Calvert 1964 gegründeter britischer Piratensender, der sich auf dem aufgegebenen Militärstützpunkt Shivering Sands in der Themsemündung befand. Er ging unmittelbar aus dem Piratensender Radio Sutch hervor, den Calvert zusammen mit dem Sänger Screaming Lord Sutch seit Mai 1964 betrieben hatte. Im Verlaufe von Besitzrechtsstreitigkeiten wurde Calvert 1966 von seinem Widersacher Oliver Smedley erschossen. Eine Gesetzesänderung zwang den Sender 1967 zur Aufgabe.

## Gründung
Direkter Vorläufer von Radio City war der Sender Radio Sutch, den Reg Calvert in seiner Eigenschaft als Manager des Sängers Screaming Lord Sutch mit diesem gegründet hatte. Sutch und Calvert hatten zu diesem Zweck ein aufgegebenes Maunsell Fort aus dem Zweiten Weltkrieg namens Shivering Sands ohne Erlaubnis besetzt. Dieses befand sich seinerzeit außerhalb der britischen Hoheitsgewässer und war damit faktisch dem Zugriff britischer Behörden entzogen, obwohl die Anlage selbst formal der britischen Armee gehörte. Sutch verkaufte im Herbst 1964 seinen Anteil an Calvert, der daraufhin zum alleinigen Eigentümer wurde und den Sender in Radio City umbenannte. Calvert ergänzte die anfangs primitive technische Ausstattung des Senders und konnte so Reichweite und Wirkungsgrad verbessern.
Die Büroanschrift von Radio City lautete – wie die von Radio Sutch – 7 Denmark Street, London W. C. 2. Es handelte sich dabei um die Adresse der Künstleragentur King’s Agency, die Calvert zusammen mit seinem Partner Terry King gegründet hatte.

## Frequenzen und Technik
Die ursprünglich primitivste Ausstattung von Radio Sutch, bestehend aus lediglich einem ausgemusterten Militärfunkgerät, einigen zusammengeschalteten Autobatterien, einem 24-Volt-Generator zum Aufladen, einer Gerüststange als Antenne und einem Plattenspieler, reichte knapp zum Empfang des Senders in den Küstenstädten von Kent und Essex aus. Mit zunehmender Entfernung nahm die Qualität des Signals stark ab. Lediglich nachts wurden auf Grund atmosphärischer Bedingungen bessere Reichweiten erzielt. Nachdem Calvert alleiniger Inhaber des Senders geworden war, baute er ihn weiter aus.
Ursprünglich wurde auf Mittelwelle 187 Meter (1603 kHz) gesendet. Sutch und Calvert hatten dazu den Werbeslogan „You're in heaven on one eight seven“ entwickelt. Nachdem der alte Sender durch einen leistungsstärkeren vom Typ General Electric TCK-7 (Spitzname „Dicke Berta“) aus US-Marinebeständen ersetzt und um einen weiteren Sender Typ Cossor der Royal Air Force ergänzt worden war, sendete Radio City auf 188 Metern (1594 kHz) und 299 Metern (1003 kHz) mit einer Leistung von 400 Watt. Die Behelfsantenne wurde durch einen abgespannten Antennenmast von 200 Fuß Höhe ersetzt.
Der gestiegene Energiebedarf der Station wurde durch einen Lister JP3-Dieselgenerator gedeckt, der später durch einen weiteren Generator verstärkt wurde. Um die über eine Tonne schweren Aggregate in die Station hieven zu können, musste der vorhandene Lastkran umgebaut werden. Der benötigte Dieselkraftstoff wurde in 50-Gallonen-Fässern geliefert. Die in der Station vorhandenen starken Generatoren konnten nicht verwendet werden, da 1963 der Geschützturm G4 bei einer Kollision mit einem Schiff zerstört wurde, so dass die Verbindung zur Scheinwerferplattform, die die Generatoren beherbergte, unterbrochen war.
Mit der verbesserten Technik konnte Radio City in Südostengland einschließlich London gut empfangen werden. Die Abdeckung entsprach der einer landgestützten Sendestation. Die Port of London Authority führte häufig Beschwerde darüber, dass der Sender die Funkverbindung zu ihrer automatischen Gezeitenmessanlage auf dem benachbarten Scheinwerferturm stören würde.

## Programm
Das Programm von Radio City war zum großen Teil mit dem von Radio Sutch identisch, es wurde populäre Musik, Rock ’n’ Roll, Pop, Blues, gesendet, die vom öffentlich-rechtlichen Rundfunk der BBC ignoriert wurde. Der Sender finanzierte sich durch Werbung und religiöse Programme.

## Personal
Am Betrieb von Radio City war die gesamte Familie Calvert beteiligt, Calverts minderjährige Töchter dürften die jüngsten DJs überhaupt gewesen sein. Ferner waren u. a. Chris Cross und der Holländer Martin Green tätig. Manager der Station war Eric K. Martin. Als Techniker fungierten Don Witts und der Funkamateur Phil Perkins, der zuvor bei Radio Invicta auf Red Sands mitgewirkt hatte und als DJ gelegentlich unter dem Pseudonym Tony Silver auftrat. Ein weiterer Techniker war Paul Elvey (Generatorentechnik, zugleich DJ).

## Fusionspläne und Tod Calverts
Ende 1965 plante Reg Calvert die Vergrößerung seines Sendebetriebs, ferner begann er, Fusionsgespräche mit verschiedenen Parteien zu führen, da die Konkurrenz innerhalb der rapide expandierenden Offshore-Radio-Szene sich auch wirtschaftlich bemerkbar zu machen begann. Er entsandte ein Team von Technikern auf das ebenfalls verlassene Navy-Fort Knock John, um seine Eignung als Sendestation zu erkunden. Dieses Team wurde jedoch von dem Radiopiraten Paddy Roy Bates und seinen Mitarbeitern von der Station vertrieben. Dieser wollte das Fort selbst nutzen. Es kam zu teilweise gewaltsamen Auseinandersetzungen, die damit endeten, dass Bates die Oberhand behielt und dort den Piratensender Radio Essex einrichtete.
Calverts Gespräche mit Project Atlanta, den Betreibern von Radio Caroline South, führten zu der Absicht, die Sender zu fusionieren und Shivering Sands als gemeinsame Relaisstation zu verwenden, um eine noch höhere Abdeckung Englands zu erreichen. Project Atlanta wollte vor allem die hohen Betriebskosten seines Schiffes einsparen. Zu diesem Zweck wurde ein leistungsstarker Sender beschafft und nach Shivering Sands geliefert, von den dortigen Technikern aber für unbrauchbar befunden. Er verblieb ungenutzt in der Station.  Die Gespräche stagnierten. Project Atlanta war schließlich nicht mehr zahlungsfähig, und deren Schiff Mi Amigo wurde von den Betreibern von Radio Caroline North übernommen.
Anfang 1966 beschloss Calvert, zusammen mit Wonderful Radio London (auch als Big L bekannt) den Sender United Kingdom Good Music (UKGM) zu gründen. Er selbst wollte sich gegen eine regelmäßige monatliche Zahlung von £1000 aus dem Geschäft zurückziehen. Die bevorstehende Fusion wurde jedoch erst unmittelbar vor ihrer Durchführung bekanntgegeben, was zu einem tödlichen Streit mit Calverts ursprünglichen Verhandlungspartnern führte.
In den frühen Morgenstunden des 20. Juni 1966 drangen Hafenarbeiter in die Sendestation ein, die von Oliver Smedley, einem Interessenten an Project Atlanta, angeheuert worden waren. Dieser hatte seinerseits versucht, Radio City ohne Calverts Wissen in eine Fusion mit anderen Piratensendern einzubringen, ferner erhob er Eigentumsansprüche auf den noch in der Station befindlichen, ungenutzten Sender. Die teilweise Messer tragenden, nach anderen Angaben jedoch unbewaffneten Eindringlinge überraschten das schlafende Radio-City-Personal und demontierten Teile der Sendeanlage, womit sie Radio City außer Betrieb setzten. Sie hielten den Sender besetzt und das angetroffene Personal gefangen. Am nächsten Tag forderte Smedley von Calvert die Unterzeichnung eines Vertrags, nach dem er fünfzig Prozent der Einnahmen der neuen Station an ihn abtreten sollte. Für den Fall eines Rückeroberungsversuchs soll er gedroht haben, die Sendeanlage zerstören und den Antennenmast ins Meer werfen zu lassen. Calvert wandte sich an die Polizei, die sich jedoch für unzuständig erklärte. Am 21. Juni 1966 stürmte Calvert in Smedleys Haus, es kam zu Handgreiflichkeiten, in deren Verlauf Smedley seinen Kontrahenten erschoss. Smedley wurde festgenommen.
Obwohl sich die Polizei mit Hinweis auf die geografische Lage und die Eigentümerschaft des Militärs zunächst nicht zuständig fühlte, wurden auf Shivering Sands Ermittlungen aufgenommen. Polizeibeamte befragten das Radio-City-Personal sowie die noch immer im Fort befindlichen Besetzer, ohne jedoch gegen diese vorzugehen. Die Besetzer räumten das Fort am 26. Juni 1966 freiwillig.
Oliver Smedley wurde vom Vorwurf des Mordes freigesprochen. Das Gericht urteilte, er habe in Notwehr gehandelt.

## Aufgabe des Senders
Nach Calverts Tod führte seine Witwe Dorothy den Sender weiter, bis sie aus rechtlichen Gründen 1967 gezwungen wurde, ihn einzustellen. Dorothy Calvert wurde am 8. Februar vor das Gericht von Southend geladen, das ihre Argumentation, der Sender befinde sich außerhalb britischen Territoriums, unterliege daher nicht den britischen Rundfunkgesetzen, und das Gericht sei aus dem gleichen Grund nicht zuständig, verwarf. Am 9. Februar 1967, 0 Uhr, stellte Radio City seinen Sendebetrieb endgültig ein.

## Sonstiges
Eine Szene des 1975 erschienenen Films "Slade in Flame" spielt im Sendestudio von Radio City. Bei dem in den Außenaufnahmen gezeigten Maunsell Fort muss es sich jedoch um Red Sands handeln. Dieses war zum Zeitpunkt der Dreharbeiten das einzige noch unbeschädigte Fort dieser Baureihe.